# JSC Zakład lotniczy w Ułan–Ude

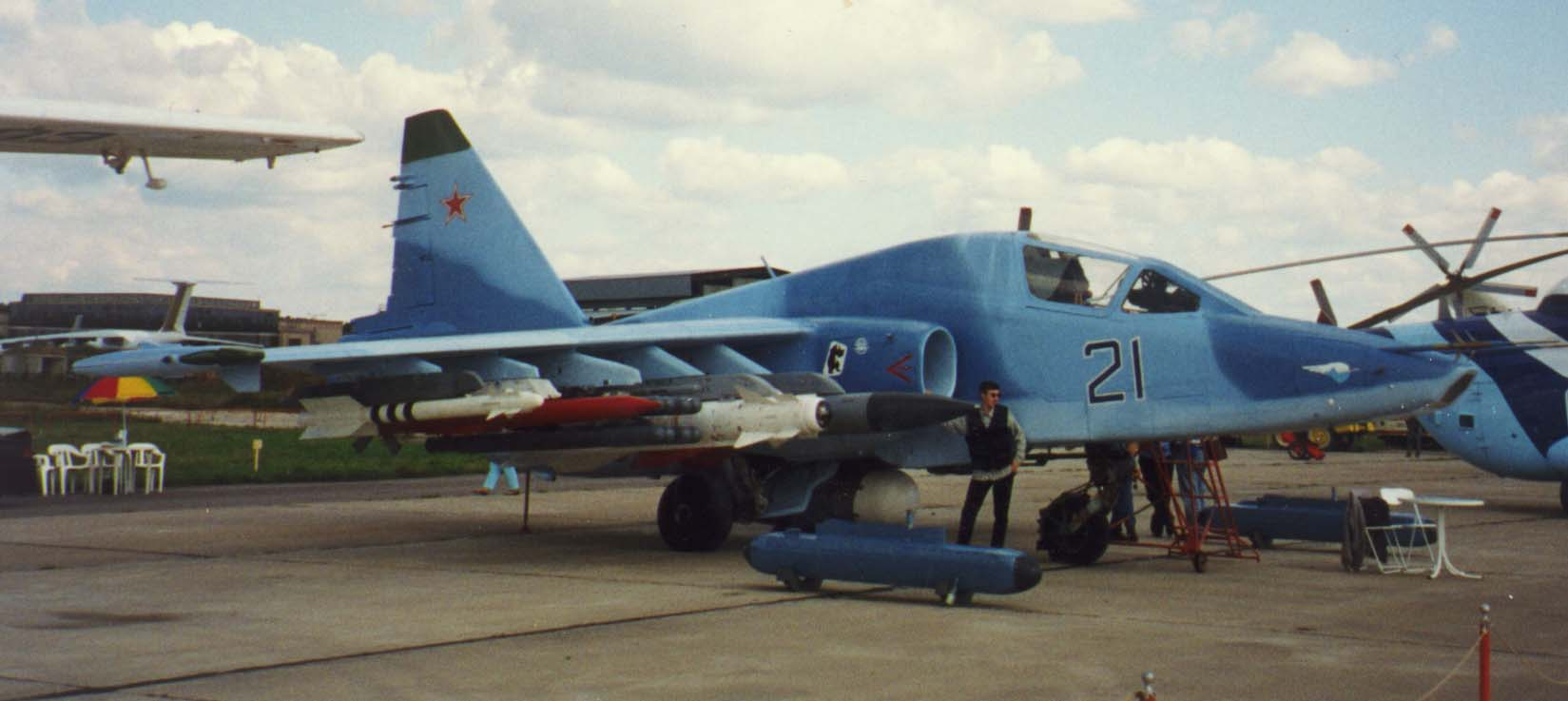
Samolot Su-39 (Su-25TM)

JSC Zakład lotniczy w Ułan–Ude (ros. АО »Улан-Удэнский авиационный завод«) – rosyjskie przedsiębiorstwo przemysłu lotniczego z siedzibą w Ułan Ude. Jedyne rosyjskie przedsiębiorstwo produkujące zarówno samoloty, jak i śmigłowce.

## Historia
na podstawie historii zakładu na stronach internetowych holdingu Wiertoloty Rossii
- Zakład powstał w 1936 roku i otrzymał nr 99. Latem 1939 roku rozpoczęto produkcję myśliwca I-15 oraz bombowca SB-2.
- W czasie II wojny światowej produkowano części do bombowca Pe-2 oraz myśliwce Ła-5, Ła-7 i Ła-9. Po wojnie rozpoczęto produkcję szkolno-bojowej wersji myśliwca MiG-15UTI.
- W 1956 roku rozpoczęto produkcję śmigłowców, początkowo Ka-15, a następnie Ka-18 i Ka-25.
- W latach 1961–1965 produkowano samolot myśliwski i rozpoznawczy Jak-25.
- W latach sześćdziesiątych w zakładzie wdrożono produkcję samolotu pasażerskiego An-24, a w 1977 roku samolotu myśliwsko bombowego MiG-27.
- W kolejnych latach zakład zacieśniał współpracę z biurem konstrukcyjnym Suchoja, czego efektem było podjęcie produkcji samolotu szkolno-bojowego Su-25UB[1].

## Obecna produkcja
- Śmigłowiec Mi-171 w różnych wariantach
- Samolot szkolno-bojowy Su-25UB

## Sankcje
16 grudnia 2022 zakłady znalazły się na liście sankcyjnej Unii Europejskiej jako „dostawca zakontraktowany przez siły zbrojne Federacji Rosyjskiej”. „Przedsiębiorstwo to jest producentem wojskowych śmigłowców transportowych Mi-8AMTSh, stosowanych przez rosyjskie siły zbrojne podczas rosyjskiej wojny napastniczej przeciwko Ukrainie. Jest zatem odpowiedzialne za wspieranie materialnie działań podważających integralność terytorialną, suwerenność i niezależność Ukrainy lub im zagrażających.